# Ümmügülsüm Sultan
Ümmügülsüm Sultan (7. února 1708 – listopad 1732) byla osmanská princezna, dcera sultána Ahmeda III. a jeho konkubíny Emine Mihrişah Kadınefendi. Její otec měl 52 dětí, z toho 30 dcer. Ve stáří kolem dvou let byla zasnoubena s vezírem pašou Abdurrahmanem, který při této příležitosti odevzdal řadu cenných darů, zemřel však ještě před plánovaným sňatkem. Ümmügülsüm si pak 6. ledna 1724 vzala pašu Damata Aliho. Je známo, že rodina trpěla nedostatkem financí a Ümmügülsüm žádala otce o hmotnou podporu.